# Blakers kommun
Blakers kommun (norska: Blaker kommune) var en kommun i Akershus fylke i sydöstra Norge. Kommunen omfattade den östra delen av nuvarande Lillestrøms kommun. Tätorten Blaker utgjorde kommunens centralort.

## Administrativ historik
Blakers kommun upprättades den 1 juli 1919 genom utbrytning ur Aurskogs kommun. Kommunen hade 2 533 invånare vid upprättandet.
Den 1 januari 1962 gick kommunen upp i Sørums kommun. Kommunens hade då 2 345 invånare.
Området utgör sedan den 1 januari 2020 en del av Lillestrøms kommun.